# Diotima

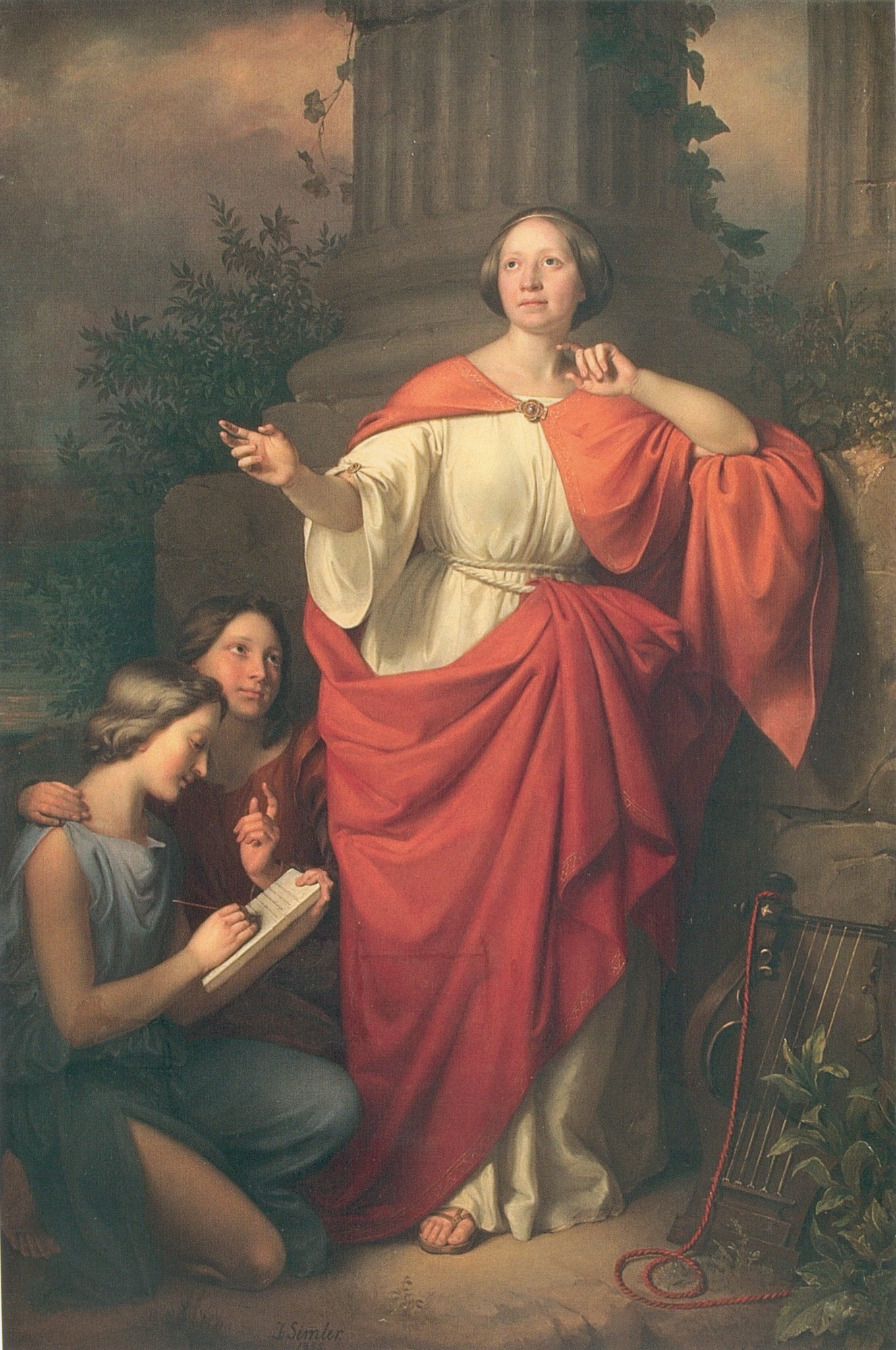
Jadwiga Łuszczewska (literární jméno Diotima), obraz od Józefa Simmlera, 1855

Diotima je jednou z postav Platónova díla Symposion.
Diotima byla mantinejská velekněžka a vědma, jejíž oběti bohům ochránily Athény před morem. Se Sókratem vedla dialog o původu Eróta a učila jej „umění lásky“, ideální a idealizované lásky.
Přestože řada postav z Platónových děl má skutečný historický základ, kromě díla Symposion není žádný další důkaz o Diotimině životě.